# Смрдан (Лесковац)
Смрдан је насељено место града Лесковца у Јабланичком округу. Према попису из 2022. било је 90 становника.
Становништво се највише бави воћарством, виноградарством, сточарством и пољопривредом.
Село је познато и по узгајању ловних паса који су „универзални“, тј. могу да гоне више дивљачи: зеца, дивљу свињу, лисицу, куну, дивљу мачку итд. Највише међу њима има немачких ловачких теријера. У Смрдану је у зимски месецима заступљен лов јамарењем на лисице и јазавце.

## Демографија
У насељу Смрдан живи 132 пунолетна становника, а просечна старост становништва износи 49,4 година (50,7 код мушкараца и 48,0 код жена). У насељу има 48 домаћинстава, а просечан број чланова по домаћинству је 3,23.
Ово насеље је у потпуности насељено Србима (према попису из 2002. године), а у последња три пописа, примећен је пад у броју становника.
|  |

| Демографија | Демографија | Демографија |
| Година      | Становника  | Становника  |
| ----------- | ----------- | ----------- |
| 1948.       | 395         |             |
| 1953.       | 420         |             |
| 1961.       | 380         |             |
| 1971.       | 298         |             |
| 1981.       | 242         |             |
| 1991.       | 187         | 186         |
| 2002.       | 155         | 155         |
| 2011.       | 120         |             |
| 2022.       | 90          |             |

| Етнички састав према попису из 2002.‍ | Етнички састав према попису из 2002.‍ | Етнички састав према попису из 2002.‍ | Етнички састав према попису из 2002.‍ | Етнички састав према попису из 2002.‍ |
| ------------------------------------ | ------------------------------------ | ------------------------------------ | ------------------------------------ | ------------------------------------ |
|                                      |                                      |                                      |                                      |                                      |
| Срби                                 | Срби                                 |                                      | 155                                  | 100,0%                               |
| непознато                            | непознато                            |                                      | 0                                    | 0,0%                                 |

| Година пописа     | 1948. | 1953. | 1961. | 1971. | 1981. | 1991. | 2002. |
| ----------------- | ----- | ----- | ----- | ----- | ----- | ----- | ----- |
| Број домаћинстава | 46    | 61    | 71    | 65    | 61    | 52    | 48    |

| Број чланова      | 1  | 2  | 3 | 4 | 5 | 6 | 7 | 8 | 9 | 10 и више | Просек |
| ----------------- | -- | -- | - | - | - | - | - | - | - | --------- | ------ |
| Број домаћинстава | 11 | 13 | 6 | 5 | 3 | 8 | 1 | 0 | 0 | 1         | 3,23   |

| Пол    | Укупно | Неожењен/Неудата | Ожењен/Удата | Удовац/Удовица | Разведен/Разведена | Непознато |
| ------ | ------ | ---------------- | ------------ | -------------- | ------------------ | --------- |
| Мушки  | 72     | 10               | 46           | 12             | 3                  | 1         |
| Женски | 63     | 3                | 48           | 12             | 0                  | 0         |
| УКУПНО | 135    | 13               | 94           | 24             | 3                  | 1         |

| Пол    | Укупно                    | Пољопривреда, лов и шумарство | Рибарство                            | Вађење руде и камена | Прерађивачка индустрија       |
| ------ | ------------------------- | ----------------------------- | ------------------------------------ | -------------------- | ----------------------------- |
| Мушки  | 48                        | 27                            | 0                                    | 0                    | 5                             |
| Женски | 45                        | 43                            | 0                                    | 0                    | 0                             |
| УКУПНО | 93                        | 70                            | 0                                    | 0                    | 5                             |
| Пол    | Производња и снабдевање   | Грађевинарство                | Трговина                             | Хотели и ресторани   | Саобраћај, складиштење и везе |
| Мушки  | 0                         | 9                             | 2                                    | 0                    | 2                             |
| Женски | 0                         | 0                             | 1                                    | 0                    | 0                             |
| УКУПНО | 0                         | 9                             | 3                                    | 0                    | 2                             |
| Пол    | Финансијско посредовање   | Некретнине                    | Државна управа и одбрана             | Образовање           | Здравствени и социјални рад   |
| Мушки  | 0                         | 2                             | 0                                    | 0                    | 0                             |
| Женски | 0                         | 0                             | 0                                    | 1                    | 0                             |
| УКУПНО | 0                         | 2                             | 0                                    | 1                    | 0                             |
| Пол    | Остале услужне активности | Приватна домаћинства          | Екстериторијалне организације и тела | Непознато            | Непознато                     |
| Мушки  | 1                         | 0                             | 0                                    | 0                    | 0                             |
| Женски | 0                         | 0                             | 0                                    | 0                    | 0                             |
| УКУПНО | 1                         | 0                             | 0                                    | 0                    | 0                             |